# Pavel Kuchynka
Pavel Kuchynka (ur. 20 lipca 1947 we Vrchlabí) – czeski okulista, profesor medycyny.

## Życiorys
Po ukończeniu w 1971 studiów medycznych na Wydziale Lekarskim Uniwersytetu Karola w Hradec Králové przez dwa lata pracował w klinice radiologicznej, a następnie rozpoczął w 1974 pracę w klinice okulistycznej szpitala uniwersyteckiego w Pradze (Vinohrady), którą kieruje od 1991 (klinika podlega pod III Wydział Lekarski Uniwersytetu Karola). W 1977 uzyskał I, a w 1981 - II stopień specjalizacji w okulistyce. Doktoryzował się w 1984 (czes. kandidát věd - kandydat nauk) z zakresu histopatologii przedniego odcinka oka. Docentem został mianowany w 1991, natomiast profesorem - w 1994. Od 1991 jest też dyrektorem Banku Tkanek Oka w Pradze. W pracy badawczej i klinicznej zajmuje się głównie chirurgią przedniego odcinka oka: operacjami usuwania zaćmy oraz chirurgią refrakcyjną.
Jest członkiem czeskich towarzystw okulistycznych: Czeskiego Towarzystwa Okulistycznego (czes. Česká oftalmologická společnost, ČOS), gdzie przez 5 lat był przewodniczącym oraz Czeskiego Towarzystwa Chirurgii Zaćmy i Chirurgii Refrakcyjnej (czes. Česká společnosti refraktivní a kataraktové chirurgie, ČSRKCH), którego był współzałożycielem, a obecnie jest prezesem.
Jako ekspert z Czech należy m.in. do Amerykańskiej Akademii Okulistyki oraz Europejskiego Towarzystwa Chirurgów Zaćmy i Chirurgów Refrakcyjnych (ang. European Society of Cataract and Refractive Surgeons, ESCRS). Jest też członkiem Europejskiego Towarzystwa Chirurgii Zaćmy i Chirurgii Refrakcyjnej (ang. American Society of Cataract and Refractive Surgery, ASCRS).
Współautor i główny redaktor podręcznika Oční lékařství (wyd. 2007, ISBN 978-80-247-1163-8) oraz autor monografii Pars coeca retinae et stratum pigmenti retinae (1984). Swoje artykuły publikował w takich czasopismach okulistycznych jak m.in. „British Journal of Ophthalmology" oraz „Česká a slovenská oftalmologie".
Wielokrotnie nagradzany, m.in. medalem prof. Jana Vanýska (2008) za pionierskie wszczepianie soczewek wewnątrzgałkowych w Czechach oraz Achievement Award of American Academy of Ophthalmology (2012; nagroda za osiągnięcia Amerykańskiej Akademii Okulistyki).